# Accountable Beasts
Accountable Beasts es el tercer álbum de estudio del músico británico Bill Ward, publicado el 25 de abril de 2015 por Aston Cross Records, 18 años después de su último trabajo como solista, When the Bough Breaks de 1997.

## Lista de canciones
Todas las canciones escritas y compuestas por Bill Ward. 
| N.º | Título               | Duración |  |
| 1.  | «Leaf Killers»       | 4:38     |  |
| 2.  | «Accountable Beasts» | 3:15     |  |
| 3.  | «Katastrophic World» | 4:14     |  |
| 4.  | «D.O.T.H.»           | 4:12     |  |
| 5.  | «First Day Back»     | 3:55     |  |
| 6.  | «As It Is in Heaven» | 2:25     |  |
| 7.  | «Ashes»              | 5:32     |  |
| 8.  | «Straws»             | 3:02     |  |
| 9.  | «The Wall of Death»  | 10:15    |  |

Fuentes:

## Créditos
- Bill Ward - voz, batería, teclados
- Keith Lynch - guitarra, bajo, teclados, voz
- Paul Ill - bajo
- Ronnie Ciago - batería, percusión
- Walter Earl - percusión